# Miller's Cove
Miller's Cove est une ville située à l'ouest du comté de Titus, au Texas, aux États-Unis,.

## Démographie
Lors du recensement de 2010, la ville comptait une population de 516 habitants. Elle est estimée, en 2017, à 504 habitants.

### Source de la traduction
- (en) Cet article est partiellement ou en totalité issu de l’article de Wikipédia en anglais intitulé « Miller's Cove, Texas » (voir la liste des auteurs).